# Alexis Comnène (protosébaste)
Pour les articles homonymes, voir Alexis Comnène (homonymie).
Alexis Comnène (en grec : Ἀλέξιος Κομνηνός), (1141-1183) est un aristocrate et courtisan byzantin. C'est un fils d'Andronic Comnène, lui-même fils de Jean II Comnène. C'est donc un neveu de l'empereur Manuel Ier Comnène, et il atteint les rangs élevés de protostrator, protosébaste et vestiaritai au cours du règne de ce dernier. Après la mort de l'empereur en 1180, il gagne les faveurs de l'impératrice douairière Marie d'Antioche dont il devient l'amant. C'est ainsi qu'il parvient virtuellement aux commandes de l'Empire avant d'être renversé par Andronic Ier Comnène en 1182.

## Origines et carrière sousManuelIer
Alexis est le deuxième fils et le dernier des cinq enfants du sébastokrator Andronic Comnène, deuxième fils de Jean II et de sa femme Irène. Sa naissance est célébrée par le poète Théodore Prodrome qui compose un poème laudateur à cette occasion. L'historien grec Konstantinos Varzos, dans son étude prosopographique sur les Comnène, situe sa naissance à la Pâques 1135 (ou bien 1134 ou 1136). En effet, il est déjà suffisamment vieux pour participer à une campagne en 1149-1150. Son père meurt en août 1142 alors qu'il est en campagne avec son propre père et ses frères au sud de l'Asie Mineure. Andronic meurt peu après son frère aîné Alexis Comnène, probablement de la même maladie. Cela donne une nouvelle occasion à Prodrome d'écrire un poème dans lequel il affirme que le jeune Alexis est le seul réconfort pour sa mère dévastée. En revanche, la base de données sur la prosopographie du monde byzantine considère que ces poèmes permettent de dater sa naissance en 1142, durant l'absence de son père alors en campagne.
Quand Jean II décède en 1143, ses deux fils survivants sont Isaac et Manuel qui, en raison de son jeune âge et alors qu'il est plus jeune, devient empereur. En dépit de ses protestations, Isaac n'a jamais véritablement menacé la place de Manuel. Si la sébastokratorissa Irène, la mère d'Alexis, souffre de disgrâce et d'emprisonnement sous Manuel, ce dernier se montre très favorable envers ses fils, notamment Jean. Vers 1149/1150, quand tous les jeunes aristocrates byzantins, le jeune Alexis doit commencer son entraînement militaire et accompagne son oncle, l'empereur Manuel Ier, en campagne. Aucun détail n'est connu sur le début de sa carrière. Vers 1153-1154, il se marie à Marie Doukaina, dont l'origine est incertaine. Ensemble, ils ont au moins quatre fils : Andronic, Irène ainsi qu'un fils et une fille dont les identités ne sont pas connues.
La première mention d'Alexis occupant une fonction publique est lors du synode ayant lieu dans le palais des Blachernes, aux côtés de son frère Jean, le 12 mai 1157. Ils participent aussi au synode de mars 1166. Dans les deux cas, Alexis est mentionné sans qu'il ne soit fait état d'un quelconque rang ou titre qu'il détiendrait. En mai ou juin 1167, il devient protostrator après que son prédécesseur, Jean Axouch, a été banni. Il apparaît avec ce rang au cours du synode de février 1170, dirigé contre Jean Eirenikos. Au cours de ce période (1167-1176), Alexis tombe gravement malade et sa femme fait don d'un voile richement brodé à l'église du Sauveur dans le Chalké, comme en témoigne un poète inconnu à la cour impériale.
Comme la plus grande part de l'aristocratie byzantine, il prend part à la campagne débouchant sur la bataille de Myrioképhalon en septembre 1176, lors de laquelle l'armée byzantine est lourdement vaincue. Son frère Jean fait partie des victimes et Alexis devient le dernier fils encore vivant d'un des frères de Manuel. De ce fait, il se voit conféré les titres de protosébaste et de protovestiarite. Comme Jean avant lui, ces titres lui permettent de s'élever au sommet de la hiérarchie byzantine. En tant que protosébaste, il est le membre le plus important de tous les sébastes, une dignité créée par Alexis Ier Comnène pour distinguer les membres les plus éminents de la cour impériale, généralement des proches ou des parents de l'empereur. En tant que protovestiarite, il est le chef de la garde-robe impériale, ce qui lui confère d'importantes fonctions cérémoniales et diplomatiques. Son ancien poste de protosébaste passe à un autre Alexis, fils d'Andronic Comnène Vatatzès. Peu après sa promotion, sa femme décède et son fils Andronic est mortellement blessé à la suite d'une chute de cheval. Le poète Grégoire Antiochos en tire une lamentation.
Au cours du printemps 1178, Alexis conduit une ambassade en France. Sa première mission concerne le mariage de sa cousine Eudocie (la fille de son oncle paternel Isaac) à Ramon Bérenger III, comte de Provence et frère du roi Alphonse II d'Aragon. Ce mariage n'aboutit finalement pas en raison de l'opposition du Saint-Empereur Frédéric Barberousse et Eudocie est mariée à Guilhem VIII de Montpellier. Par la suite, il se rend à Paris pour escorter Agnès de France, la fille de Louis VII de France, vers Constantinople, où elle doit se marier à Alexis II Comnène, l'héritier de Manuel Ier. L'ambassade quitte Paris lors de la Pâques 1179 et passe par l'Italie pour rejoindre la cité impériale où Agnès et Alexis se fiancent.

## Ascension vers le pouvoir
Quand Manuel meurt le 24 septembre 1180, Alexis II n'a que onze ans et n'est pas en âge de régner. Manuel Ier a négligé la possibilité d'une régence et le pouvoir passe aux mains de Marie d'Antioche, sa veuve. Bien qu'elle soit devenue nonne, l'impératrice-douairière devient immédiatement le centre de l'attention pour les courtisans ambitieux. Ceux-ci cherchent, en cherchant à gagner son affection, espèrent conquérir le pouvoir. Or, Alexis Comnène émerge rapidement comme le vainqueur de cette compétition et il devient de facto le dirigeant de l'Empire. Au même moment, les rumeurs d'une relation plus intime entre Alexis et Marie d'Antioche grandissent, même si les historiens modernes comme Konstantinos Varzos continuent d'émettre des doutes quant à leur bien-fondé. Si les chroniqueurs contemporaines comme Nicétas Choniatès rapportent la rumeur comme un fait réel, le chroniqueur du XIIIe siècle Théodore Skoutariotès considère qu'elle a n'a pas de fondement solide. Néanmoins, Alexis n'en exerce pas moins la réalité du pouvoir. Comme Choniatès l'écrit, « confiant dans son propre pouvoir et dans sa grande influence sur l'impératrice », Alexis « obtient de l'empereur qu'il promulgue un décret, selon lequel aucun document signé par sa main n'est dorénavant valide sans avoir été examiné et validé par Alexis, au travers d'une mention inscrite à l'encre de grenouille verte ». De cette manière, rien ne peut être mis en œuvre sans son consentement. En outre, tous les revenus se dirigent directement vers le protosébaste et l'impératrice douairière,,. Des rumeurs ne tardent pas à circuler sur la volonté prétendue du protosébaste de se débarrasser d'Alexis II pour monter sur le trône avec Marie d'Antioche.
Qu'Alexis ait ou non voulu usurper le trône, le fait qu'il concentre les pouvoirs entre ses mains inquiète les membres de la famille impériale. C'est notamment le cas de la princesse porphyrogénète Marie Comnène, la fille de Manuel Ier. En effet, ses relations avec l'impératrice étaient déjà difficiles avant la mort de Manuel. En outre, selon Choniatès, la rumeur selon laquelle sa belle-mère pouvait avoir des relations intimes avec le protosébaste Alexis accroît sa défiance. L'opposition commence à se rassembler autour d'elle, y compris son mari, le césar Rénier de Montferrat, le fils illégitime de Manuel et sébastocrator Alexis Comnène, le protostrator Alexis Comnène, l'éparque de la ville Jean Kamatéros, Andronic Lapardas, les cousins de Marie Jean et Manuel, les fils du futur empereur Andronic Ier Comnène et de nombreux autres. Ces aristocrates sont motivés par leur exclusion du pouvoir et la capture des richesses par le protosébaste. En outre, ils craignent d'être emprisonnés,,. Choniatès, l'archevêque Eustathe de Thessalonique et Guillaume de Tyr rapportent que l'impératrice et Alexis, se sentant de plus en plus impopulaires, décident de se tourner vers les résidents latins de Constantinople ainsi que vers des mercenaires latins. Cela renforce la politique pro-latine déjà adoptée par Manuel,. Si certains historiens modernes comme Charles Brand ont parfois analysé l'opposition entre le protosébaste et la faction autour de Marie comme symbolisant les partis pro-latins et anti-latins de l'Empire, la plupart considèrent que cette opposition n'est pas si claire. Parmi les aristocrates opposés au protosébaste figurent des Latins comme Renier et ils ont aussi recrutés des mercenaires latins. Leur volonté première est de contester la prééminence d'Alexis qui a mis fin à leur influence sur le gouvernement de l'Empire, qu'ils avaient sous Manuel Ier,.

## Révolte de Marie Comnène

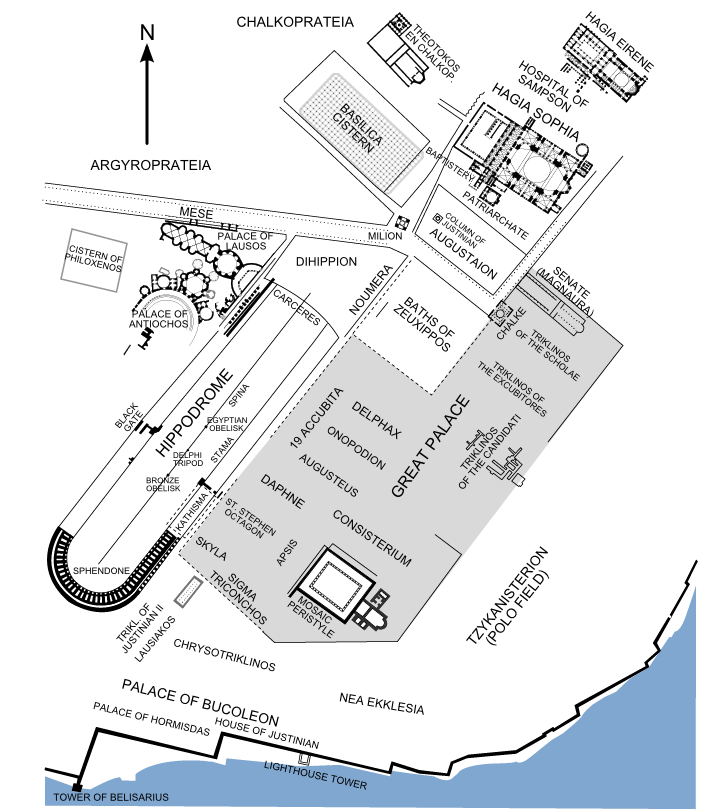
Carte du district impérial de Constantinople, présentant l'Hippodrome, le Grand Palais ou la basilique Sainte-Sophie.

Selon Choniatès, les conspirateurs planifient de tuer Alexis quand lui et l'empereur vont visiter Bathys Ryas, dans les environs directs de Constantinople, pour assister aux festivités en l'honneur du martyr Théodore. Toutefois, le plan est éventé par un soldat et la plupart des comploteurs sont arrêtés, jugés par un tribunal dirigé par le dikaiodotes Théodore Pantechnès avant d'être emprisonné dans les cachots du Grand Palais. Andronic Lapardas parvient à s'échapper tandis que Marie Comnène et son mari trouvent refuge dans l'Hagia Sophia, où ils reçoivent le soutien du patriarche Théodose le Boradiote mais aussi de la population. Celle-ci s'émeut de ses supplications et prend en compte sa descendance impériale. Ce soutien est renforcé par les largesses de Marie qui distribue de grandes quantités de monnaie à la foule,. Enhardie par ce soutien populaire, elle refuse l'offre d'amnistie d'Alexis. Elle exige non seulement la révision du procès de ses partisans mais aussi la mise à l'écart immédiate du protosébaste. Quand l'impératrice douairière et le protosébaste demandent à Alexis II d'envoyer un avertissement à sa demi-sœur sur le risque qu'elle soit éliminée par la force, celle-ci persiste dans ses revendications. En dépit des objections du patriarche, elle positionne ses partisans aux portes de Sainte-Sophie. Ils parviennent, selon Choniatès, à recruter des « Italiens bien armés et des Ibères courageux venus d'Orient pour des raisons commerciales ». À ces hommes s'ajoute la foule qui se rassemble et démontre publiquement son soutien à Marie Comnène, dénonçant le protosébaste et Marie d'Antioche. Elle est dirigée par trois prêtres et, pendant plusieurs jours, manifestent aux portes du Grand Palais tout en mettant à sac plusieurs demeures de la noblesse, dont celle de Théodore Pantechnès,.
La révolte atteint son paroxysme après sept jours, quand le protosébaste fait appel aux troupes d'Asie et d'Europe, sous la direction de Sabbatios l'Arménien. Les partisans de la princesse Marie se barricadent derrière la place Augoustaion, entre le Grand Palais et la basilique Sainte-Sophie, après avoir détruit les bâtiments adjacents. Les troupes impériales font mouvement à l'aube, escaladant les toits de l'église de Saint-Jean le Théologien avant de couper les partisans barricadés du reste de la ville. Après une lutte féroce, les rebelles doivent se replier vers le Milion et l'église d'Alexis, à l'ouest de la place. Ils sont soutenus par leurs partisans qui tirent des projectiles depuis les galeries supérieures de Sainte-Sophie et ils se replient dans l'exonarthex de la basilique, pendant que les troupes impériales sont réticentes à les suivre dans les étroits couloirs du bâtiment. À ce moment, le césar Renier rassemble 150 hommes de sa garde personnelle ainsi que les servants de sa femme. Là, il fait un discours dans lequel il justifie la lutte et les conduit contre les forces impériales sur l'Augoustaion. Celles-ci doivent se replier à la hâte et confusément. Comme Choniatès l'écrit, « les troupes impériales n'osent plus pénétrer cet espace découvert et préfèrent user de projectiles ». Renier retourne dans la basilique alors que la nuit tombe et que la situation reste bloquée,. Cependant, le tournant de la révolte ne tarde plus à intervenir. Le patriarche s'adresse à Marie d'Antioche pour mettre un terme aux combats. En réponse, une délégation des aristocrates les plus éminents, dirigée par le mégaduc Andronic Kontostéphanos et le grand hétériarque Jean Doukas Kamatéros, est envoyée auprès de Renier et de Marie Comnène. Là, ils promettent à cette dernière, sous serment, qu'aucun mal ne lui sera fait. Elle ne sera pas privée de ses titres et privilèges et une complète amnistie est garantie à ses partisans. Les deux camps décident alors de disperser leurs forces tandis que Marie et son époux reviennent au Grand Palais pour rencontrer Marie d'Antioche et Alexis pour confirmer la fin des hostilités,.
La date de ces événements reste incertaine. Choniatès indique que cette révolte a lieu du 2 au 15 mai 1182 mais Varzos affirme que c'est une erreur car à cette date a lieu le massacre des Latins de Constantinople. Plusieurs historiens modernes estiment que la rébellion se déroule en 1181. Parmi ceux-ci, certains dont le traducteur anglais de Choniatès, Harry Magoulias, défende l'idée que le soulèvement débute le 7 février. Toutefois, comme l'a démontré Jean-Louis van Dieten, l'éditeur allemand de Choniatès, la date correcte de la célébration décrite par Choniatès est le 21 février en 1181. Selon cette chronologie, la condamnation des conspirateurs aurait eu lieu le 1er mars et la révolte le 2 mai. L'historien Oktawiusz Jurewicz, dans son étude à propos d'Andronic Ier Comnène, situe les événements en 1182. Comme la révolte d'Andronic qui aboutit au renversement d'Alexis intervient la même année, il fait l'hypothèse que la rébellion de Marie Comnène intervient en février 1182.

## La chute
Malgré l'échec du soulèvement de Marie Comnène, Alexis Comnène est fragilisé. D'une part, l'usage de la force face à des habitants de la ville, y compris lorsqu'ils se sont réfugiés dans des églises, le rend profondément impopulaire. D'autre part, l'amnistie offerte à Marie et à ses partisans renforce l'image d'un régime affaibli. En outre, Alexis s'en prend au patriarche Théodose le Bodariote qui a soutenu et abrité les rebelles, en le confinant dans le monastère du Christ Pantépoptès et il ne doit son maintien sur le siège patriarcal qu'à l'intervention de l'impératrice régente et d'autres membres de la famille impériale. Lors de son retour, Théodose est acclamé par la foule lors d'une procession jusqu'à Sainte-Sophie, ce qui constitue un désaveu pour Alexis,.
Dans le même temps, Andronic Comnène, le cousin de l'empereur Manuel, est attentif aux événements depuis sa base dans le Pont où il est gouverneur. Ses fils Manuel et Jean ont soutenu Marie et les chefs de la conspiration l'ont contacté. Il a envoyé plusieurs lettres au jeune Alexis II et au patriarche Théodose pour les mettre en garde contre une usurpation d'Alexis le protosébaste et les relations malsaines qu'il entretient avec l'impératrice régente. Il proclame être lié par un serment fait à l'empereur Manuel de défendre les droits au trône de ce dernier et de son fils Alexis II, un vœu grandement construit par ses soins et qu'il a violé plusieurs fois par le passé en conspirant et en s'opposant à Manuel. Après la fin de la rébellion, sa fille Marie le rejoint à Sinope pour lui transmettre des informations et des lettres écrites depuis la capitale le pressant d'intervenir,. A l'automne 1181, Andronic entame sa marche vers la capitale, d'abord lentement pour donner l'impression qu'il dispose d'une forte et encombrante armée mais aussi pour lui donner le temps de bâtir sa propagande. En Asie Mineure, il fait face à l'opposition de la ville de Nicée tenue par Jean Doukas tandis que le thème européen de Thrace dirigé par le Grand Domestique Jean Comnène Vatatzès rejette aussi sa prétention au trône. Dans le même temps, Nicétas Choniatès blâme Alexis Comnène pour son apathie face à la progression de la révolte et ses tentatives de négociations mais les historiens modernes tempèrent ces critiques,.
Pourtant, Alexis réagit et envoie une armée commandée par Andronic Ange, vaincue près de Nicomédie par une force que Choniatès décrit comme des paysans inaptes à la guerre soutenus par un contingent de soldats de Paphlagonie. Battant en retraite, Andronic Ange fait face à des accusations de détournement de la paie destinée aux soldats. Il pense alors être suspecté de sympathies pour Andronic Comnène et se barricade chez lui avec sa famille avant de fuir Constantinople pour rejoindre Andronic en Bithynie. Andronic Comnène dispose alors d'un puissant parti en sa faveur et fait route vers Chalcédoine, en face de Constantinople. Là, il est bloqué par la marine impériale qui reste loyaliste et lui interdit de traverser le Bosphore. Alexis n'hésite pas à compléter les équipages de ses navires avec des Latins pour renforcer sa position avant d'envoyer Georges Xiphilin entamer des pourparlers de paix. Néanmoins, Georges prend le parti d'Andronic qui rejette les offres d'Alexis, exigeant que ce dernier se retire ainsi que l'impératrice douairière. Bientôt, c'est l'amiral Andronic Kontostéphanos qui se rallie à Andronic avec les navires composés d'équipages byzantins,.
La situation devient critique pour le protosébaste. Les partisans d'Andronic Comnène commencent à se manifester au sein même de la capitale, traversant le Bosphore pour se joindre à lui. Si Alexis tient encore les fils d'Andronic en otage, il ne semble plus avoir de prise sur les événements, sombrant dans une forme de découragement. A la fin du mois d'avril, une révolte éclate dans Constantinople et les portes des prisons sont ouvertes, permettant aux opposants emprisonnés de s'échapper. Bientôt, c'est Alexis et ses partisans, débordés, qui sont capturés et jetés en prison, le protosébaste tombant entre les mains de mercenaires germaniques probablement retournés par Andronic. Durant la nuit, il est transporté dans le palais patriarcal pour y être torturé et privé de sommeil, malgré les protestations du patriarche Théodose. Quelques jours plus tard, il est mis sur le dos d'un poney au milieu des railleries et des brutalités des habitants, et emmené jusqu'à un bateau de pêche chargé de le convoyer à Chalcédoine. Là, Andronic ordonne de l'aveugler, une pratique courante dans l'Empire byzantin pour délégitimer les prétentions au pouvoir d'un individu,. Le chroniqueur latin Guillaume de Tyr rapporte que ses organes génitaux furent coupés pour le punir de sa relation avec l'impératrice mais aucune autre source ne confirme ce fait. Son sort ultérieur et celui de ses enfants est inconnu.